# Sarina Jegutidse
Sarina Jegutidse (geboren 1956 oder 1957 in Jüterbog) ist eine deutsche Juristin, Rechtsanwältin und ehemalige Richterin.

## Beruflicher Werdegang
Sarina Jegutidse besuchte die Arbeiter-und-Bauern-Fakultät der Universität Halle, an der Kinder von Arbeitern und Bauern auf ein Hochschulstudium vorbereitet wurden. 1975 legte sie dort ihr Abitur ab und studierte anschließend in Woronesch in der damaligen Sowjetunion Rechtswissenschaft. 1980 erwarb sie dort den Abschluss Diplomjuristin.
Anschließend war die Juristin drei Jahre lang wissenschaftliche Assistentin an der Potsdamer Akademie für Staats- und Rechtswissenschaften der DDR.
Nach ihrer Promotion 1985 hielt sie Vorlesungen zum Staatsrecht osteuropäischer Länder und führte rechtsvergleichende Forschungen zur Entwicklung des Wahlrechts in Polen, Ungarn und der Sowjetunion durch. 1988 wurde Sarina Jegutidse zur wissenschaftlichen Oberassistentin befördert.
Nach der Wende folgte im Dezember 1989 eine Berufung in die Arbeitsgruppe der DDR-Volkskammer zur Ausarbeitung der Entwürfe für das Wahlgesetz. Im Jahr 1990 hatte Sarina Jegutidse kurzzeitig einen Lehrstuhl für Staatsrecht an der Universität Potsdam inne.
1991 wurde sie von der Rechtsanwaltskammer Brandenburg als Rechtsanwältin zugelassen. Sie qualifizierte sich zur Fachanwältin für Familienrecht und betreibt in Potsdam eine Kanzlei mit den Schwerpunkten Familienrecht, Erbrecht, Grundstücksrecht und internationales Privatrecht.
Am 9. Juni 1999 wurde Sarina Jegutidse auf Nominierung der Fraktion der PDS für eine zehnjährige Amtszeit zum Mitglied des Verfassungsgericht des Landes Brandenburg gewählt. Sie erhielt 65 von 84 abgegebenen Stimmen und kam damit über die vorgeschriebene Zweidrittelmehrheit.
Sie publiziert zu Fragen des Staatsrechts, des Zivilprozessrechts und des russischen Rechts.

## Ämter und Mitgliedschaften
- Deutsch-Russische Juristenvereinigung e. V.

## Publikationen (Auswahl)

### Monografien
Hans-Jürgen Müller, Sarina Jegutidse: Der GmbH-Geschäftsführer. Rechte, Pflichten, Vermeidungen von Haftungsrisiken. 2., aktualisierte Auflage. Verlag Die Wirtschaft, Berlin 1995, ISBN 978-3-349-01055-8

### Aufsätze
Rechtsvergleichende Aspekte der Ehescheidung nach deutschem und russischem Recht. In: Deutsch-russische Rechtszeitschrift, Heft 1/2017